# Sigurður Jónsson (1922–2019)
Sigurður Jónsson (ur. 20 grudnia 1922 w Reykjavíku, zm. 21 kwietnia 2019 tamże) – islandzki pływak, olimpijczyk.
Uczestnik Letnich Igrzysk Olimpijskich 1948 w Londynie. Wystartował wyłącznie na dystansie 200 m stylem klasycznym. W wyścigu eliminacyjnym zajął 4. miejsce (2:56,4) i nie awansował do półfinałów. Na tym samym dystansie zajął 6. miejsce podczas mistrzostw Europy w 1947 roku – był to pierwszy występ islandzkiego pływaka w finale mistrzostw kontynentu.
Początkowo pracował na trawlerach, by w wieku 19 zacząć pracę jako celnik. W służbie celnej pracował aż do przejścia na emeryturę w wieku 90 lat. Był również uznanym multiinstrumentalistą – grał na harmonijce, perkusji i pianinie. Był członkiem zespołów muzycznych grających w Reykjavíku.